# 집시 남작
《집시 남작》(독일어: Zigeunerbaron})은 요한 슈트라우스 2세가 작곡한 오페레타이다. 3막으로 구성되어 있으며, 이그나츠 슈니처가 모르 요카이의 소설, 《자피(Sáffi)》를 기초로 독일어 대본을 작성하였다. 1885년 10월 24일 빈에서 초연되었다.

## 등장인물
- 크치프라 - 집시 아주머니, 메조소프라노
- 자피 - 그녀의 양녀, 소프라노
- 산도르 바린카이 - 자피를 연모하는 젊은이, 호족의 아들, 테너
- 카르네로 백작 - 바린카이의 친구, 정부 위원, 바리톤
- 츠주판 - 부유한 양돈업자, 바리톤
- 아르제나 - 그의 딸, 소프라노
- 오토카르 - 아르제나를 연모하는 농부, 테너
- 미라벨라 - 아르제나의 가정부, 카르네로 백작의 아내, 알토
- 그라프 페터 호모나이, 바리톤
- 그 밖에 농부들, 진시, 군인들 등
- 호모나이 - 바린카이의 오랜 친구, 군인

## 줄거리
- 18세기 중엽 헝가리의 어느 마을

### 1막
- 마을에서 좀 외진 곳으로, 거의 폐허로 변한 성이 보인다.

### 2막
- 이튿날 아침, 크치프라와 그녀의 딸 자피 그리고 바린카이는 그 폐허 의 성안에서 밤을 보냈다.

### 3막
- 빈으로, 전쟁에서의 승리를 축하하는 환희의 노래가 들려오 고, 병사들이 당당하게 개선한다.

## 유명한 음악
- 집시의 원무곡
- 누가 우리와 결혼했나요? Wer uns getraut
- Ja, das Schreiben und das Lesen
- Borstenvieh und Schweinespeck
- So elend und so treu
- So voll Fröhlichkeit
- Ha, seht es blinkt, es winkt, es klingt